# Felis Dorsa
I Felis Dorsa sono una struttura geologica della superficie di Marte.